# Tsitsukjauratj
Tsitsukjauratj är en sjö i Arjeplogs kommun i Lappland och ingår i Skellefteälvens huvudavrinningsområde. Sjön har en area på 0,249 kvadratkilometer och ligger 643,2 meter över havet.

## Delavrinningsområde
Tsitsukjauratj ingår i det delavrinningsområde (739812-153805) som SMHI kallar för Inloppet i Aleb Luoitaure. Medelhöjden är 752 meter över havet och ytan är 11,89 kvadratkilometer. Räknas de 6 avrinningsområdena uppströms in blir den ackumulerade arean 96,35 kvadratkilometer. Tjidtjakjåkkå som avvattnar avrinningsområdet har biflödesordning 3, vilket innebär att vattnet flödar genom totalt 3 vattendrag innan det når havet efter 354 kilometer. Avrinningsområdet består mestadels av skog (48 procent) och kalfjäll (48 procent). Avrinningsområdet har 0,33 kvadratkilometer vattenytor vilket ger det en sjöprocent på 2,8 procent.